# Avenue Richerand
Pour les articles homonymes, voir Richerand.
L'avenue Richerand est une voie du 10e arrondissement de Paris, en France.

## Situation et accès
L'avenue Richerand est une voie publique située dans le 10e arrondissement de Paris. Elle débute au 74, quai de Jemmapes et se termine place du Docteur-Alfred-Fournier.

## Origine du nom
Elle porte le nom du baron Anthelme Richerand (1779-1840), chirurgien en chef français de l'hôpital Saint-Louis.

## Historique
Cette voie a été ouverte en 1836 sur des terrains appartenant aux hospices civils de Paris, sous le nom d'« avenue de l'Hôpital Saint-Louis ». Elle prend son nom actuel le 7 mai 1851.

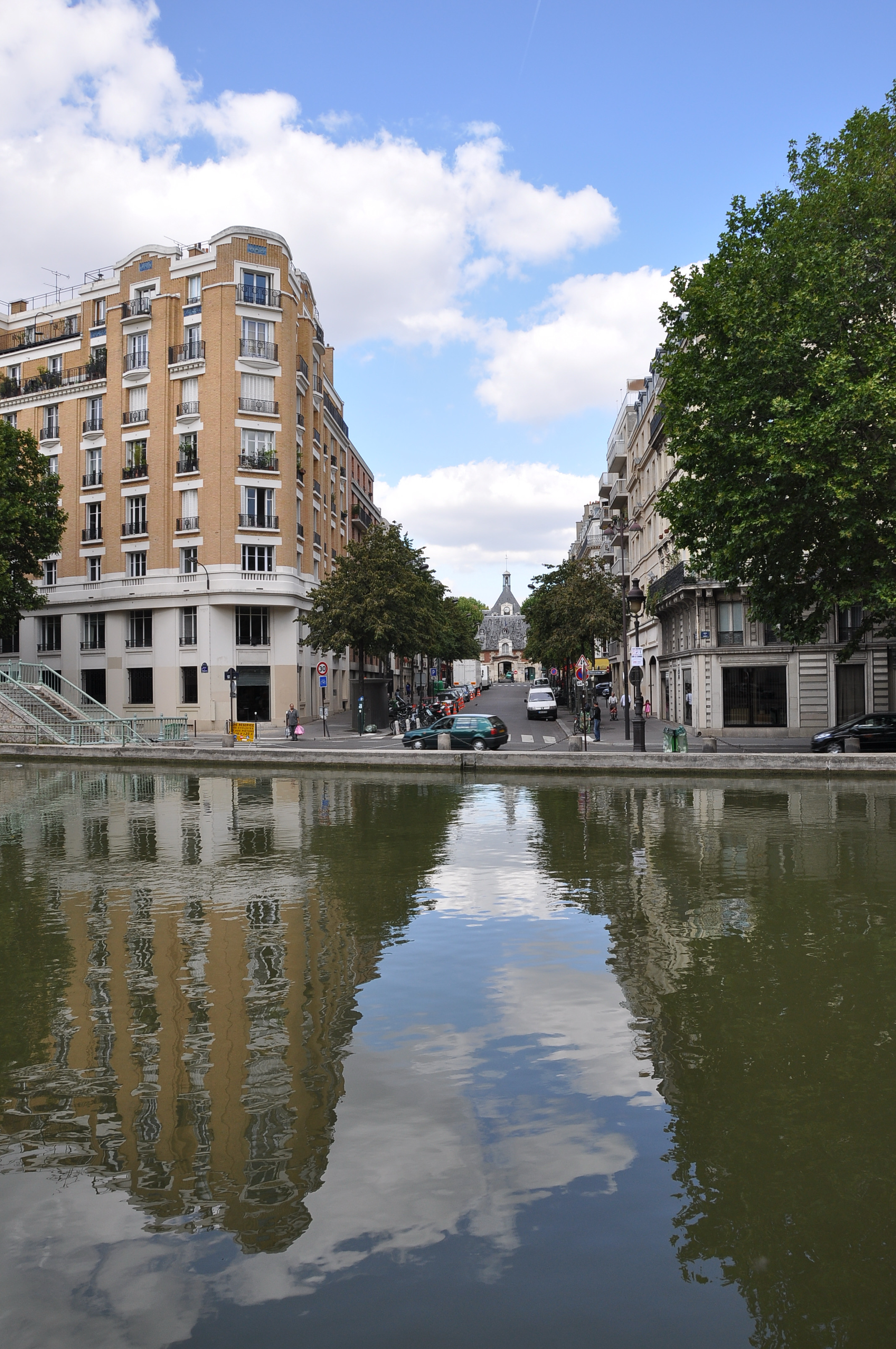
Vue du canal Saint-Martin.
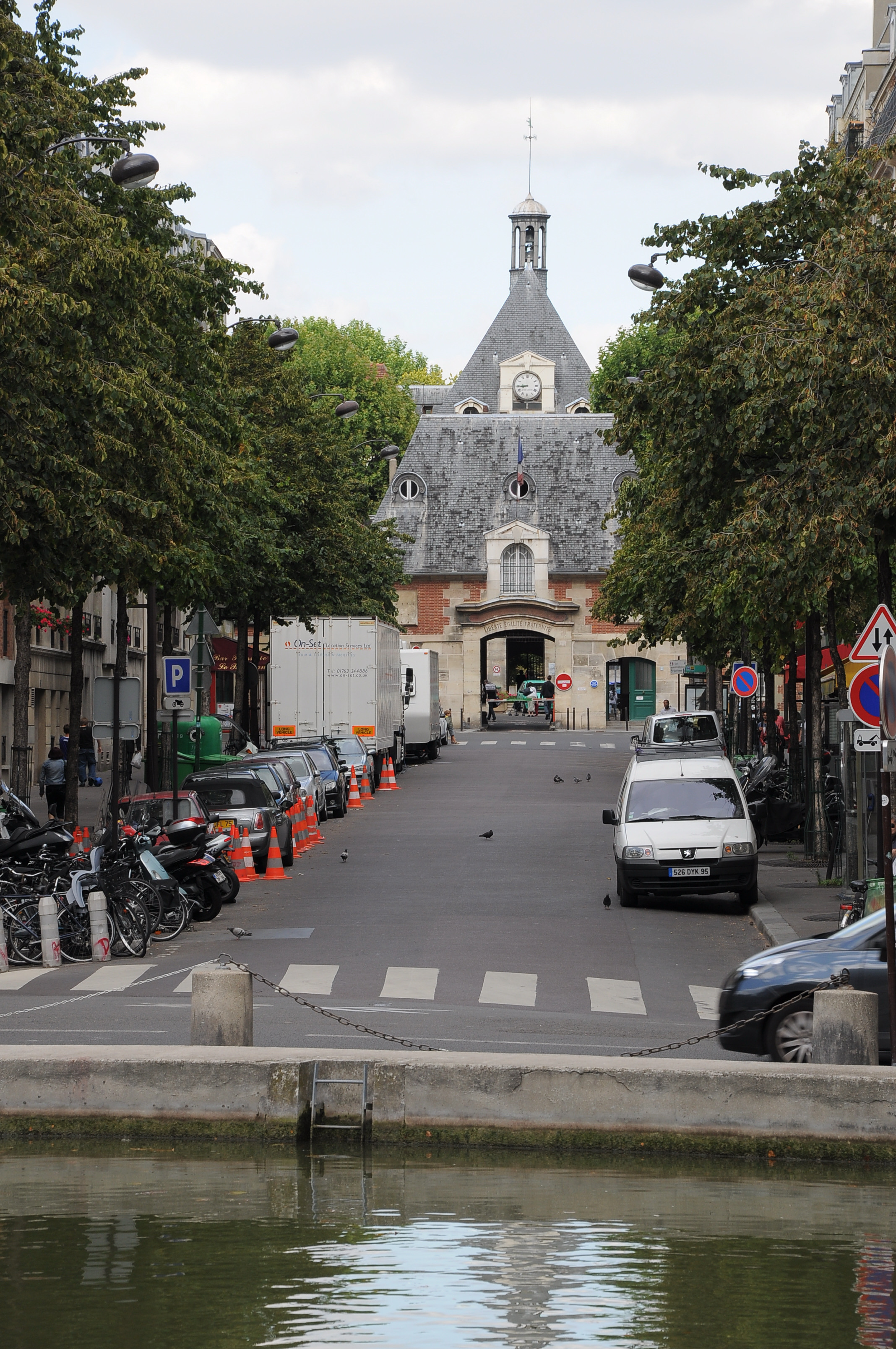
Hôpital Saint-Louis au fond de l'avenue.

## Dans la culture
La rue apparait dans une scène du film  Un monde sans pitié (1989), scène où Hyppo rejoint sa voiture alors qu'une pervenche la verbalise.